# Státní znak Islandu
Státní znak Islandu (islandsky Skjaldarmerki Íslands) je tvořen francouzským štítem který opakuje islandskou vlajku. Štítonoši jsou netradičně čtyři (obvykle jsou dva) mytologické postavy:
Heraldicky vpravo
- stříbrný pták noh se zlatou zbrojí a červeným jazykem
- tmavě šedý býk se zlatou zbrojí

Heraldicky vlevo
- tmavě šedý drak se zlatou zbrojí a červeným jazykem
- obr se stříbrnou holí a stříbrným, zlatě podšitým pláštěm, převázaným zlatou šňůrou

Půdu tvoří stříbrný, čedičový kámen představující ostrov.

## Štítonoši
Strážcové štítu připomínají ságu Heimskringla z 12. století. V této sáze chce dánský král Harald Modrozub Gormsson dobýt Island a vyšle finského kouzelníka, aby zjistil, zda je to možné. Ten přistane na východním pobřeží v dnešním Vopnafjörðuru. Tam se setká se zuřivým drakem, který jej donutí odplout. Při druhém pokusu na severní straně na něj čeká obrovský orel (pták noh), takže raději nepřistane ani tam. Na západní straně jej vyžene obrovský býk a konečně na jihu se střetne s divokým obrem, takže země nedobude. Původ čtyř strážců štítu je však možné hledat i jinde: u symbolů čtyř evangelistů – Lukáše (býk), Marka (okřídlený lev – zde změněn v draka), Jana (orlice) a Matouše (anděl, muž, zde změněn v obra), které autor ságy změnil a přizpůsobil je symbolice obvyklé severské mytologii.
Býk je tak v symbolice znaku ochráncem jihozápadu, pták noh severozápadu, drak severovýchodu a obr jihovýchodu.

## Historie
Prvními návštěvníky Islandu, ostrova na pomezí Atlantského a Severního ledového oceánu, byli pravděpodobně irští mnichové na konci 8. století. Roku 874 se zde usadil norský náčelník Ingolfur Arnarson. Název dali ostrovu (česky Ledová země) v 9. století Vikingové, kteří ostrov navštívili v zimním období. Kolem roku 930 byl založen národní sněm Althing, který je pokládán za nejstarší evropský parlament. Ostrov byl poté kolonizován Nory, roku 1380 se však dostal pod svrchovanost Dánska.
12. července 1809 svrhl Jørgen Jørgensen (dánský obchodník, korzár a tlumočník)  dánského guvernéra na Islandu a vyhlásil nezávislost ostrova. Sám se jmenoval jeho vládcem a v Reykjavíku vztyčil svou vlajku. Vlajka byla tvořena modrým listem se třemi bílými treskami bez hlavy. Treska je starý islandský symbol, již v roce 1589 byla bezhlavá, ale korunovaná treska ve štítu islandského znaku (treska s korunou je doložena jako symbol Islandu v žaltáři z Hólaru z roku 1589, text pod rytinou, zobrazující štít s treskou a korunou zní Insigniae Islandiae). V roce 1593 byla treska na pečeti ostrova a asi od 16. století byla korunovaná stříbrná, bezhlavá treska oficiálním znakem Islandu. Asi po dvou měsících od vyhlášení nezávislosti byla obnovena dánská vláda, Jørgensen zatčen a obnoveno užívání dánských symbolů.
Přibližně v roce 1870 navrhl islandský výtvarník Sigurður Guðmundsson novou vlajku, jež byla tvořena modrým listem s vyobrazeným bílým, sedícím sokolem. V roce 1874 byla tato vlajka, v rámci oslav 1000 let osídlení ostrova a v souvislosti se sílícím národním hnutím, vyvěšována po celé zemi. V březnu roku 1897 navrhl islandský básník Einar Benediktsson v novinovém článku národní vlajku, která byla (dle něho, na rozdíl od vlajky se sokolem) slučitelná s tradicemi a vlajkami ostatních severských národů. Návrh tvořil modrý list s bílým skandinávským křížem. V tomto článku rovněž navrhl, aby se stal stříbrný sokol v modrém štítě novým islandským znakem. 3. října 1903 byl tento znak (královským dekretem) Islandu udělen, setkal se však s velkou kritikou.

Islandský znak za dánské nadvlády (16. století–1903)
Islandský znak (1903–1919)

1. února 1904 získal Island autonomii. V roce 1905 získalo nezávislost na Dánsku Norsko, což se stalo podnětem k národněosvobozeneckému hnutí. 22. listopadu 1913 byla královským výnosem přijata (dodnes platná) Islandská vlajka, která se opakuje i na současném státním znaku. 1. prosince 1918 bylo vyhlášeno Islandské království (za personální unie s Dánskem). 12. února 1919 byl nařízením dánského krále Christiana X. zaveden nový státní znak země. Ten byl tvořen štítem opakujícím islandskou vlajku, na kterém byla položena zlatá islandská královská koruna s modrou výložkou. Štítonoši byli heraldicky vpravo pták noh a býk, vlevo pak drak a obr. Všechny mytologické postavy byly zlaté a s červenou zbrojí. Půda byla tvořena šedomodrou, obdélníkovou deskou, zdobenou na přední straně devíti červenými obdélníky.

Znak Islandského království (1919–1944)

17. června 1944 byla vyhlášena Islandská republika a s platností od 24. srpna 1944 byl schválen zákon č. 35, kterým byl zaveden nový státní znak, platný dodnes. Znak vycházel ze znaku předchozího s několika změnami:
- tvar štítu se změnil na francouzský
- byla odstraněna královská koruna
- mytologické postavy (zemští ochránci) se zvětšily a dostaly jiné barvy
- štít byl položen na čedičový kámen

## Prezidentský znak
Islandský prezident má kromě obvyklého symbolu prezidentské vlajky také prezidentský znak, zavedený zákonem Althingu č. 39/1944. Jedná se o štít státního znaku (tj. obraz vlajky ve francouzském štítu), který nese ve svém středu čtvercové stříbrné pole s úplným státním znakem (včetně strážců). Jedná se tedy o přenesení obrazu prezidentské vlajky na prezidentský znak.

Znak islandského prezidenta
Vlajka islandského prezidenta Poměr stran: 18:32